# 마리아나 클라베노

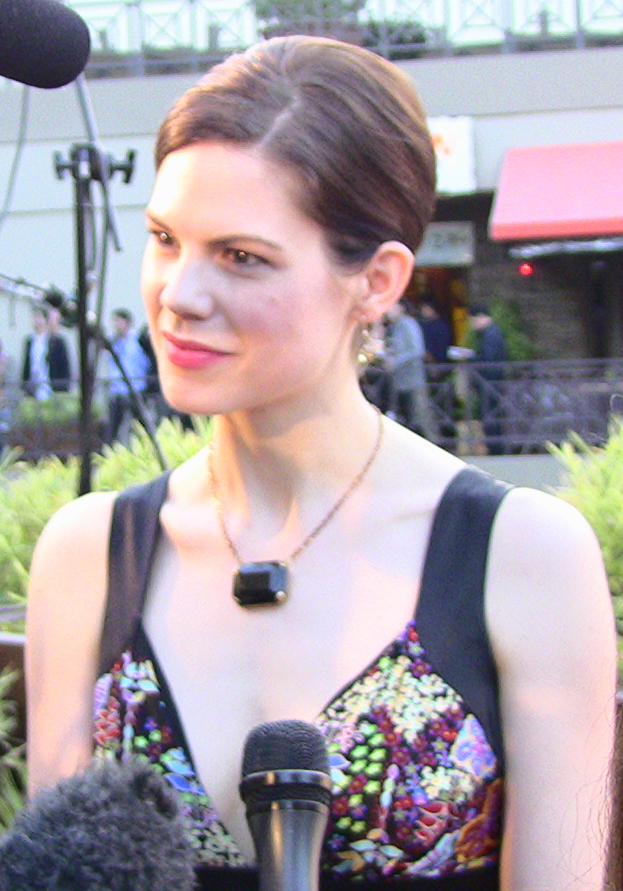

마리아나 클라베노(Mariana Klaveno, 1979년 10월 25일 ~ )는 미국의 배우이다.

## 출연 작품

### 영화
- 애프터매스 (2017) - 이브 역

### 텔레비전
- 트루 블러드 (2008-10, 2012)
- 은밀한 하녀들 (2013-16)
- 스토커 (2014-15)